# Leopold Cvek
Leopold Cvek, slovenski učitelj, skladatelj in organist, * 9. november 1814, Idrija, † 2. september 1896, Ljubljana.

## Življenje in delo
Obiskoval je ljudsko šolo v Idriji, se tam tudi več let učil glasbe (violino, orgle, flavto). Na ljubljanski »vzorni glavni šoli« je končal 6-mesečni učiteljiški tečaj (1836) in nato kot učitelj, organist pa tudi cerkovnik služboval po raznih krajih tedanje Kranjske. V glasbeni kompoziciji je bil samouk. Za njegove tehnično preproste cerkvene skladbe na slovenska in latinska besedila, ki so blizu delom G. Riharja-starejšega, je značilna ljudsko občutena melodika. Komponiral je tudi klavirska dela.